# Ceromya luteola
Ceromya luteola là một loài ruồi trong họ Tachinidae.